# Agua Caliente Clippers 2017-2018
La stagione 2017-18 degli Agua Caliente Clippers fu la 1ª nella NBA D-League per la franchigia.
Gli Agua Caliente Clippers arrivarono terzi nella Pacific Division con un record di 23-27, non qualificandosi per i play-off.

## Roster
| N° | Naz.                   | Ruolo | Sportivo             | Anno | Alt. | Peso |
| -- | ---------------------- | ----- | -------------------- | ---- | ---- | ---- |
| 1  | Stati Uniti (bandiera) | G     | Jawun Evans          | 1996 | 183  | 86   |
| 2  | Nigeria (bandiera)     | G     | Ike Iroegbu          | 1995 | 188  | 88   |
| 3  | Stati Uniti (bandiera) | G     | Tyrone Wallace       | 1994 | 196  | 90   |
| 5  | Stati Uniti (bandiera) | G     | Dakarai Allen        | 1995 | 196  | 88   |
| 7  | Stati Uniti (bandiera) | G     | Kendall Marshall     | 1991 | 193  | 88   |
| 9  | Stati Uniti (bandiera) | G     | C.J. Williams        | 1990 | 196  | 104  |
| 10 | Stati Uniti (bandiera) | G     | Andre Dawkins        | 1991 | 193  | 93   |
| 11 | Stati Uniti (bandiera) | A     | Brice Johnson        | 1994 | 208  | 104  |
| 11 | Stati Uniti (bandiera) | G     | Tim Quarterman       | 1994 | 196  | 86   |
| 13 | Stati Uniti (bandiera) | G     | Michael Orris        | 1994 | 191  | 88   |
| 13 | Stati Uniti (bandiera) | A     | Jamil Wilson         | 1990 | 201  | 104  |
| 15 | Stati Uniti (bandiera) | A     | LaDontae Henton      | 1992 | 198  | 113  |
| 20 | Stati Uniti (bandiera) | A     | Keith Steffeck       | 1989 | 201  | 93   |
| 21 | Stati Uniti (bandiera) | A     | Vitto Brown          | 1995 | 203  | 107  |
| 21 | Stati Uniti (bandiera) | A     | DeAndre Daniels      | 1992 | 206  | 89   |
| 22 | Stati Uniti (bandiera) | A     | J.J. O'Brien         | 1992 | 201  | 98   |
| 30 | Stati Uniti (bandiera) | A     | Tyler Roberson       | 1994 | 203  | 93   |
| 33 | Stati Uniti (bandiera) | A     | Taylor King          | 1988 | 203  | 104  |
| 33 | Stati Uniti (bandiera) | A     | James Michael McAdoo | 1993 | 206  | 104  |
| 40 | Stati Uniti (bandiera) | C     | Marshall Plumlee     | 1992 | 216  | 113  |
|    | Stati Uniti (bandiera) | A     | Theron Laudermill    | 1989 | 203  | 107  |
|    | Stati Uniti (bandiera) | A     | Skylar Spencer       | 1994 | 206  | 107  |
|    | Stati Uniti (bandiera) | G     | Sindarius Thornwell  | 1994 | 193  | 98   |

## Staff tecnico
- Allenatore: Casey Hill
- Vice-allenatori: Natalie Nakase, Travis Walton
- Preparatori atletici: Colby Claridy, Elbert Denina
- Preparatore fisico: Eric Hodgin